# Cours du Chapeau-Rouge
Le cours du Chapeau-Rouge est une grande avenue prestigieuse de la ville de Bordeaux. Il se situe au sein du Triangle d'or, quartier le plus bourgeois de Bordeaux, et présente une impressionnante succession d'hôtels particuliers.

## Situation et accès
Le cours part de la place Jean-Jaurès, près des quais de la Garonne, à l'arrière du Palais de la Bourse, et se termine au croisement de la rue Sainte-Catherine et de la place de la Comédie près du Grand Théâtre.
Le cours délimite deux quartiers historiques de la ville, au nord celui du Triangle d'Or, chic et classique, et au sud celui de Saint-Pierre, cœur historique de Bordeaux .
Bordée de nombreux commerces et banques, cette voie est fermée à la circulation automobile par son caractère piéton et ses édifices et hôtels particuliers classés monuments historiques, site patrimonial remarquable et Patrimoine Mondial de l'Humanité à l'Unesco.

## Toponymie
Le cours tire son nom d'une auberge située à l'emplacement du n°1 place Jean-Jaurès. Son enseigne était un chapeau rouge, en souvenir du passage d'un cardinal et sa suite, au sein de l'établissement.

## Histoire

### Dudecumanusaux fossés du rampart
À l'origine ce cours, suivant un axe est-ouest, était avec le cours de l'Intendance le premier decumanus maximus de Burdigala (Bordeaux antique). Il est alors bordé de maisons, et inclut même un réseau d'égouts.

### Le fossé du rempart
Au ive siècle, afin de se protéger des invasions, la ville s'enferme dans des murailles dont le tracé passe par cet axe. Tandis que le decumanus se déplace au niveau des actuelles rues de la Porte-Dijeaux et Saint-Rémi, le fossé Tropeyte est creusé le long du rempart romain. Il tire son nom du ruisseau et du quartier qui deviendra très actif autour du port médiéval.

### Voie élégante jusqu'auXVIIesiècle
Avec la construction de la troisième enceinte qui englobe le quartier Tropeyte, le fossé est peu à peu comblé à partir du XIe siècle, et l'axe devient une voie élégante : la grande carreyra sobre lo fossat de Tropeyta. La voie devient ensuite la rue du Chapeau-Rouge, en raison de la présence d'une auberge, attestée dès 1464 et disparue en 1679, dont l'enseigne était un chapeau rouge, souvenir d'un cardinal descendu dans l'établissement. 

### Amputation du côté nord pour le château Trompette
À la suite des révoltes des Bordelais, Louis XIV fait agrandir le château Trompette, ce qui entraine la destruction de tout le quartier, y compris tout le côté nord de cette voie. Les façades côté sud donne alors directement sur le glacis de le citadelle.

### Promenade plantée puis cours prestigieux auXVIIIesiècle
Avec la prospérité économique du port de Bordeaux au XVIIIe siècle, le glacis perd son intérêt pour lutter contre les soulèvements. L'intendant Tourny en fait alors une promenade plantée d'arbres, mais celle-ci sera rasée en 1772, pour faire place à l'îlot Louis et au Grand-Théâtre. Les plus riches familles d'armateurs et de négociants s'installent alors dans les hôtels particuliers bordant la voie : Bonnaffé, Journu, Saige, Boyer-Fonfrède, Baour, etc.

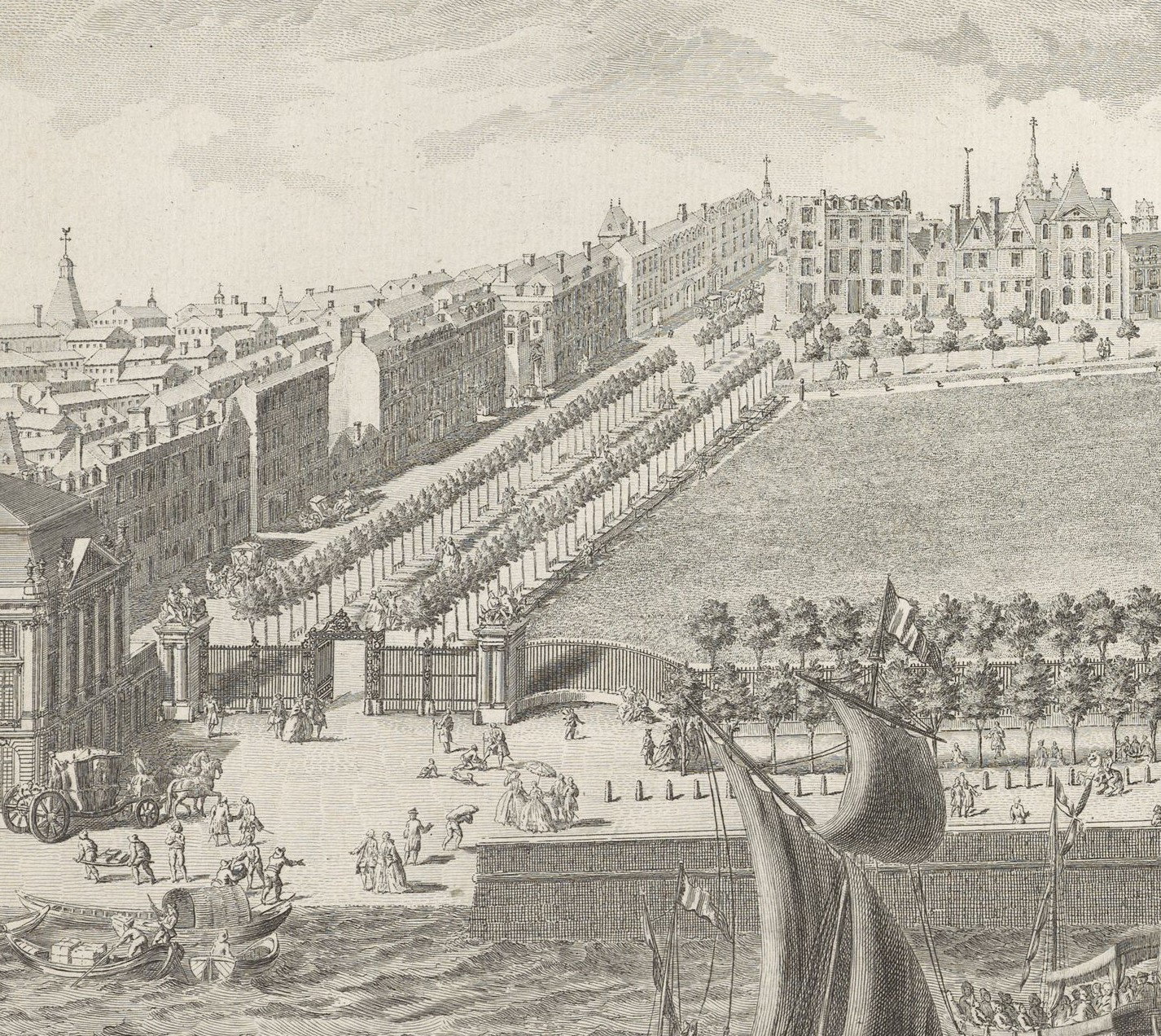
Vue de la promenade plantée par Tourny au niveau de la rue du Chapeau-Rouge en 1755.

À la Révolution, les rues des fossés du Chapeau-Rouge, et des fossés de l'Intendance, prennent temporairement le nom de fossés Marat, en hommage au révolutionnaire Jean-Paul Marat,.

### De nos jours
Aujourd'hui, le cours est une grande avenue de la ville de Bordeaux, empruntée par les piétons qui l'utilisent pour rejoindre les Quais, la Place de la Bourse, ou le Grand Théâtre. Ses espaces ombragés et bordés d'arbres ainsi que les nombreux commerces, services et restaurants en font une promenade agréable et vivante.
En juin 2007, le cours du Chapeau-Rouge, par sa présence centrale au sein du Port de la Lune, fait partie du domaine inscrit par le Comité du patrimoine mondial désigné par l'assemblée générale de l'Unesco, sur la Liste du patrimoine mondial pour son ensemble de biens culturels et naturels présentant un intérêt exceptionnel pour l’héritage commun de l’humanité.

## Sites et bâtiments remarquables
Le cours du Chapeau-Rouge compte un grand nombre de monuments historiques et de bâtiments remarquables parmi lesquels :
- Grand-Théâtre
- Hôtel de Saige
- Hôtel de Laubardemont
- Hôtel Journu
- Hôtel Bonnaffé
- Hôtel Boye-Fonfrède
- Hôtel Baour
- Sculpture Sanna de Jaume Plensa (prêtée à la ville de Bordeaux jusqu'en mars 2027)[7]

## Galerie

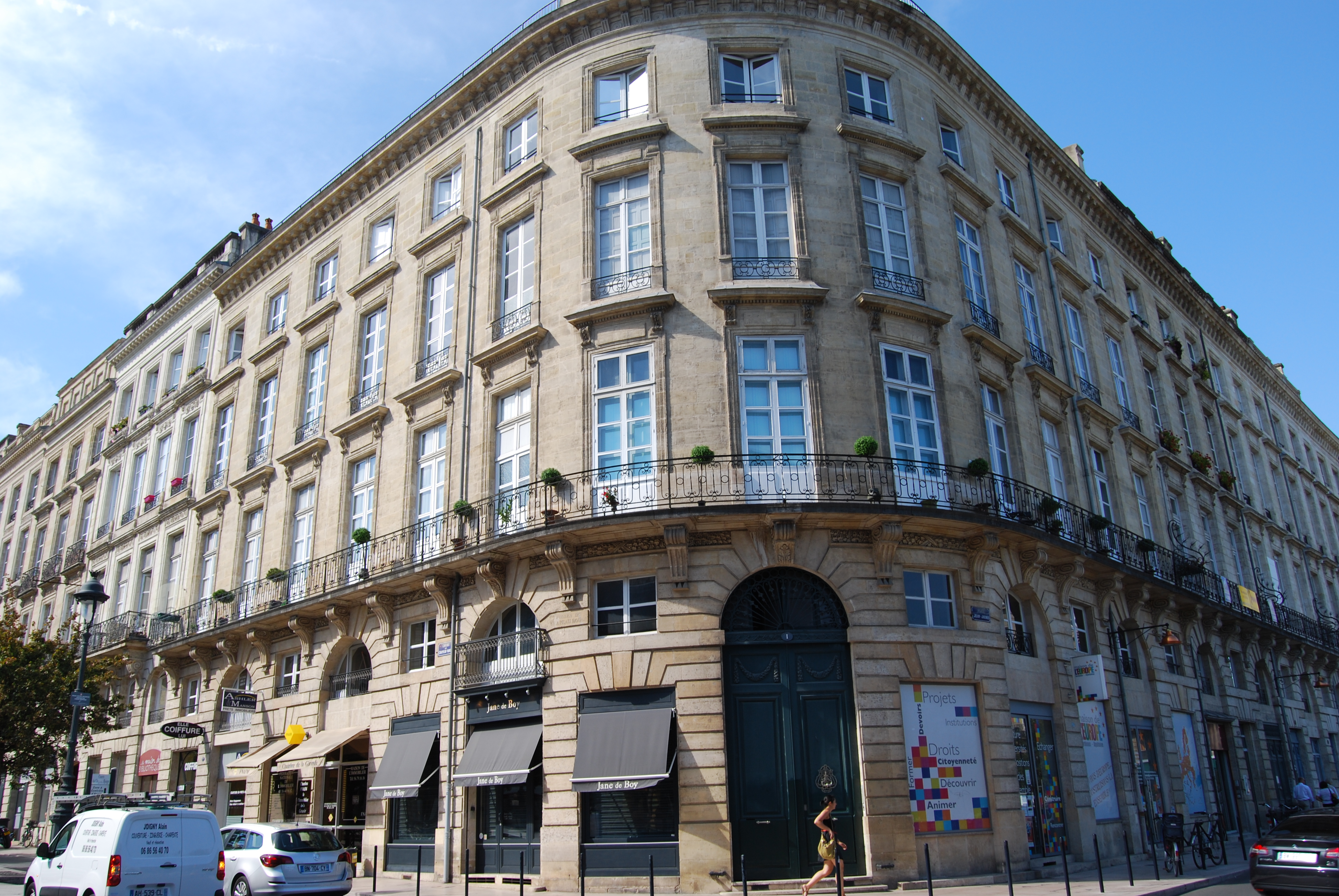
Hôtel Boyer-Fonfrède.
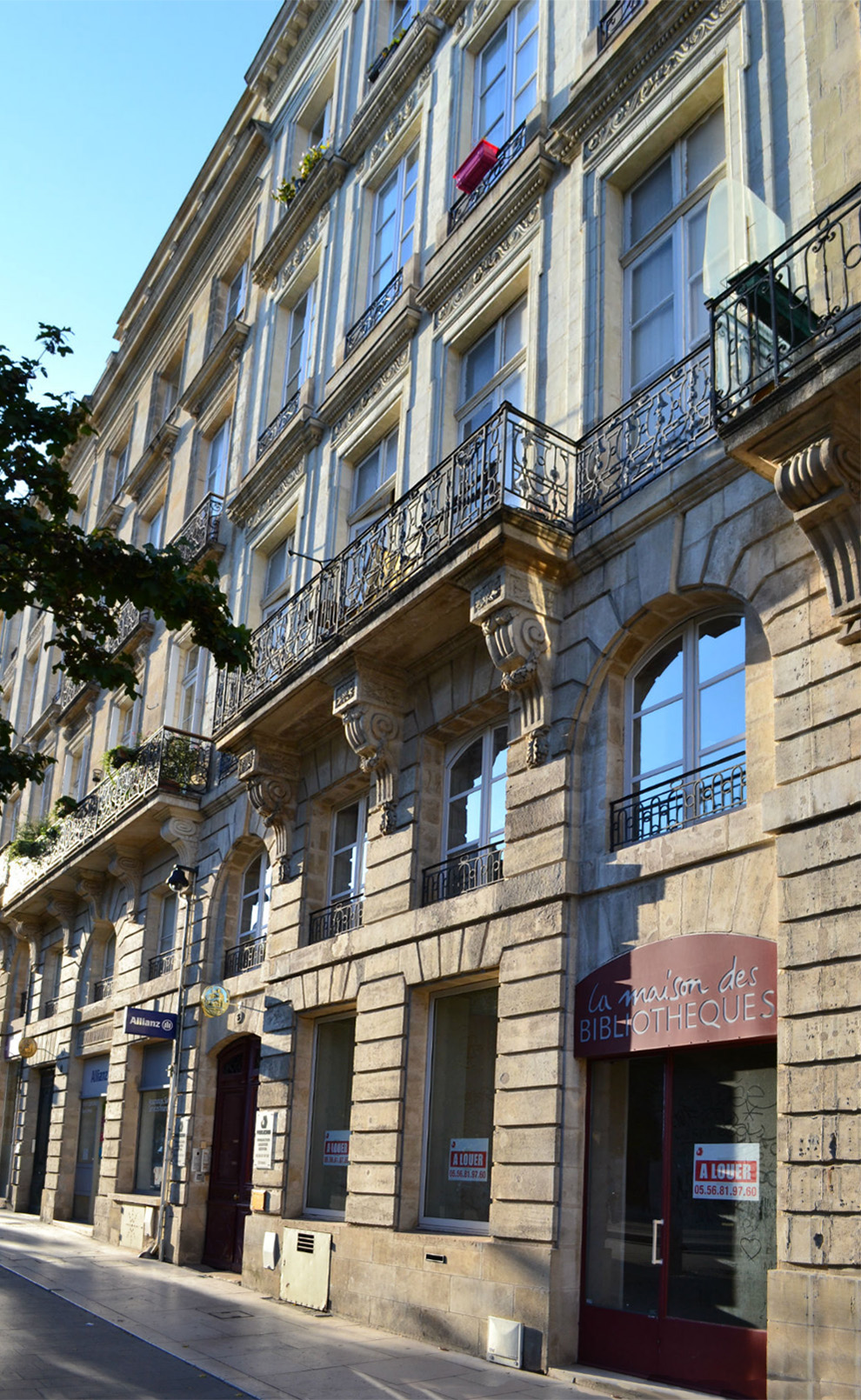
Hôtel Journu.
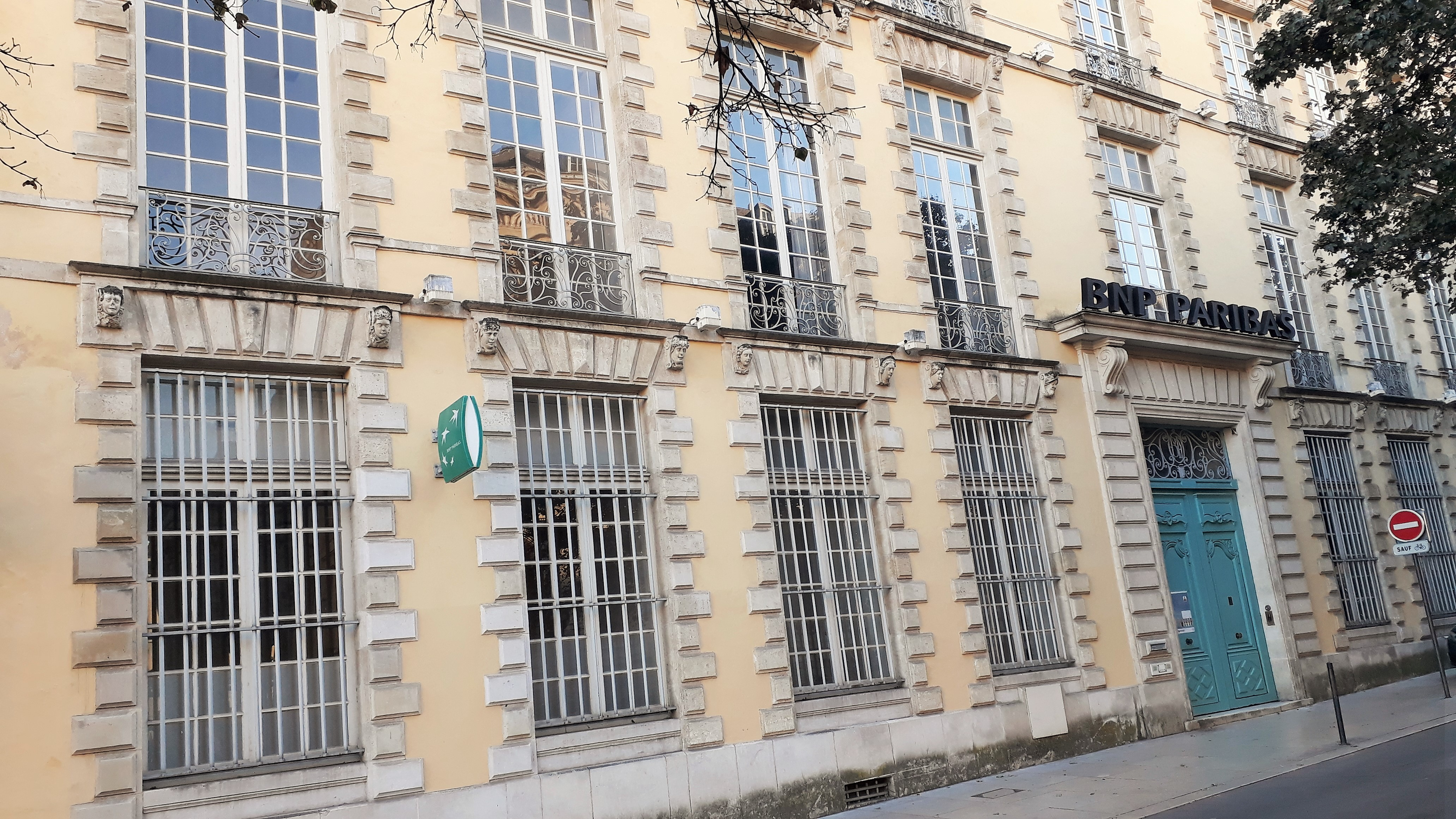
Hôtel de Laubardemont.
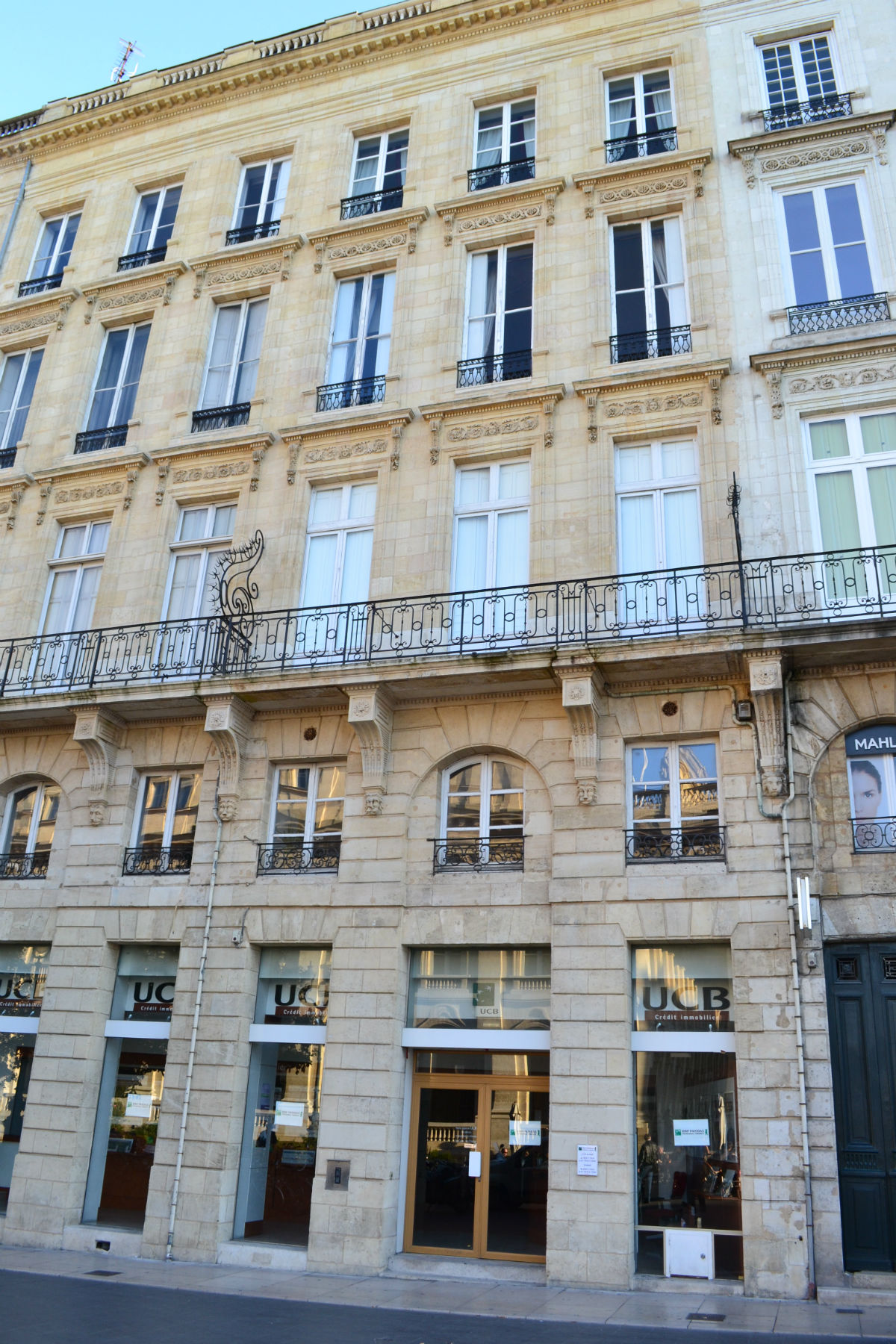
Hôtel particulier du cours.
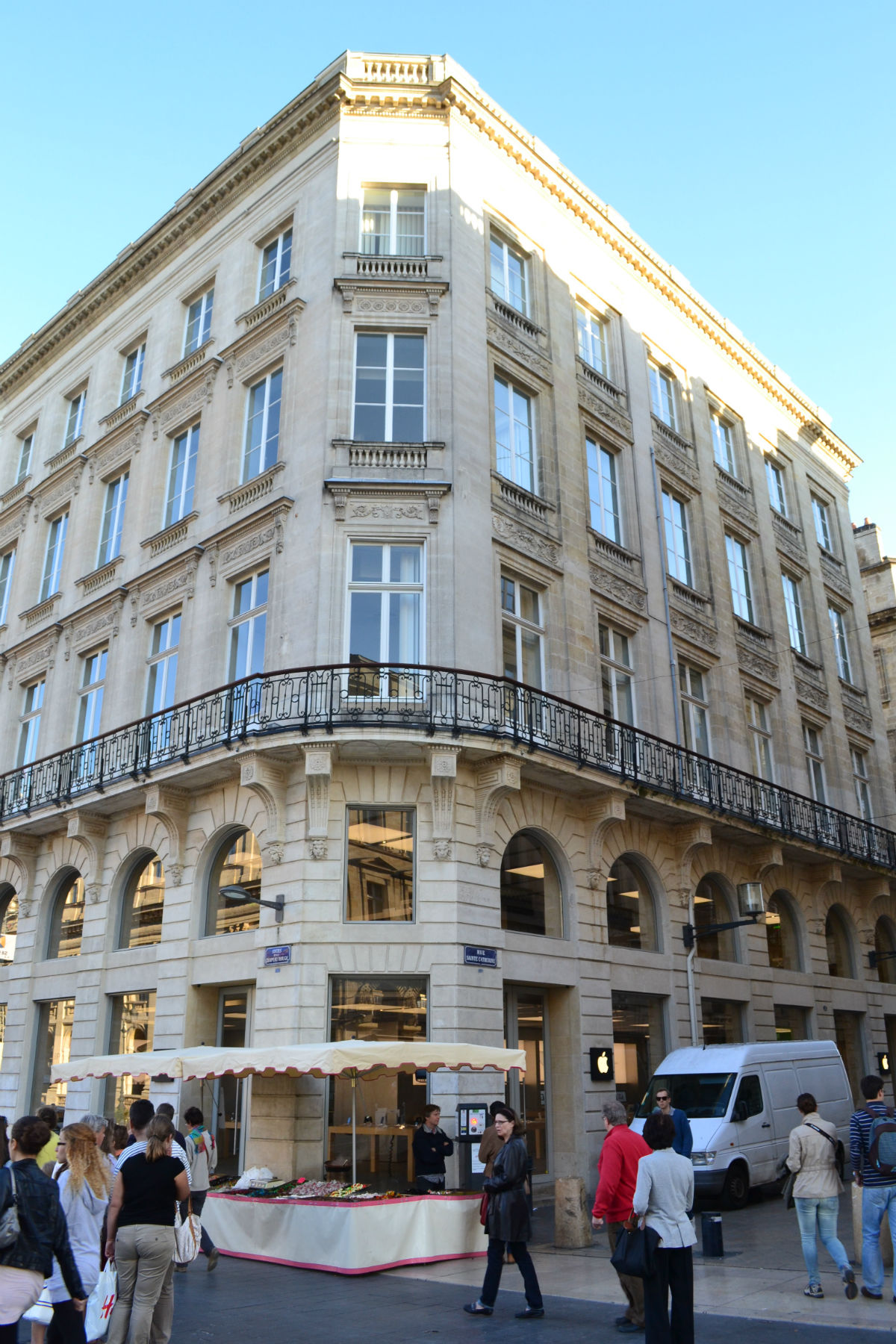
Hôtel Bonnaffé, avec l'Apple Store de Bordeaux.
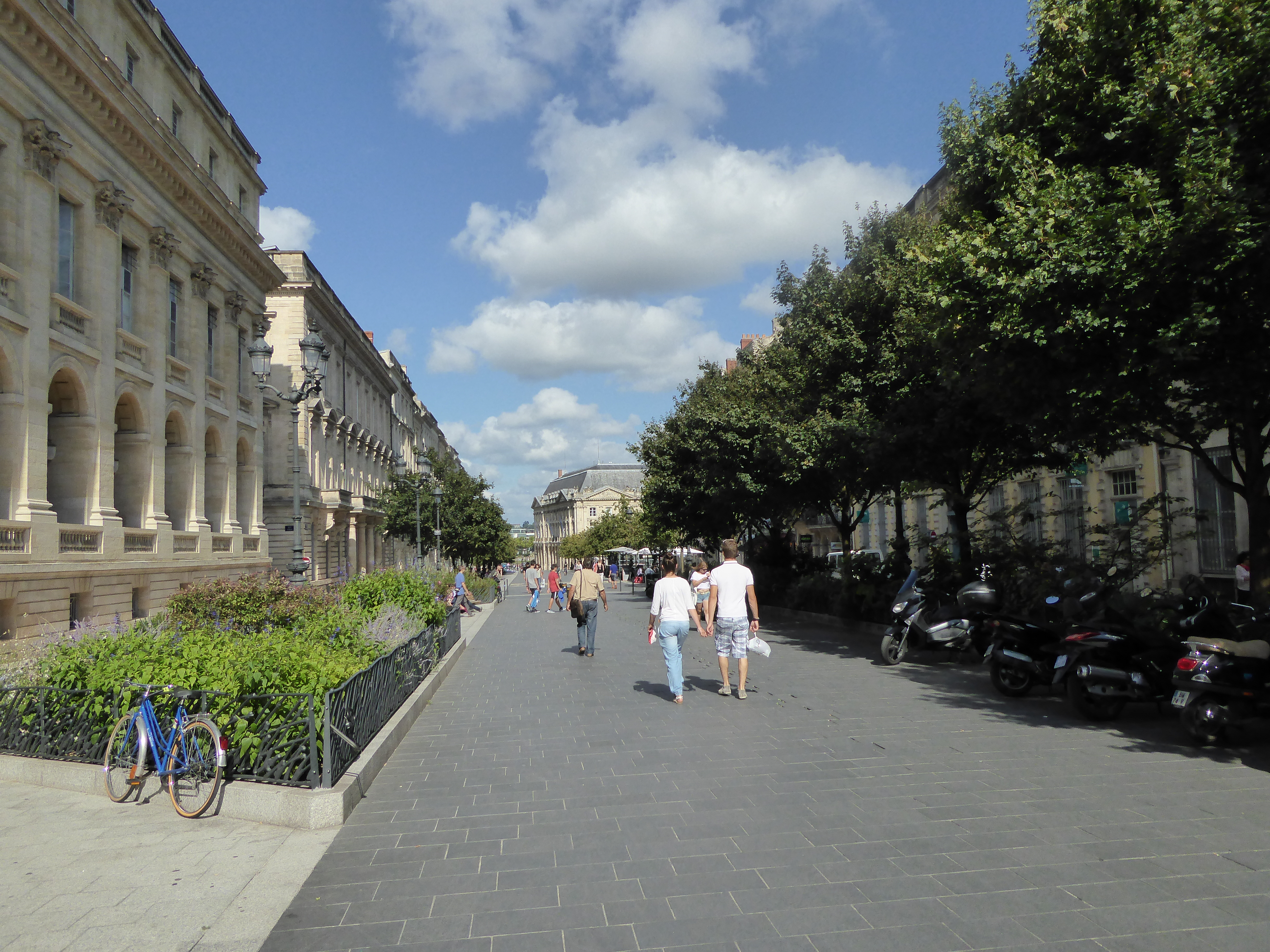
Cours en pleine journée.
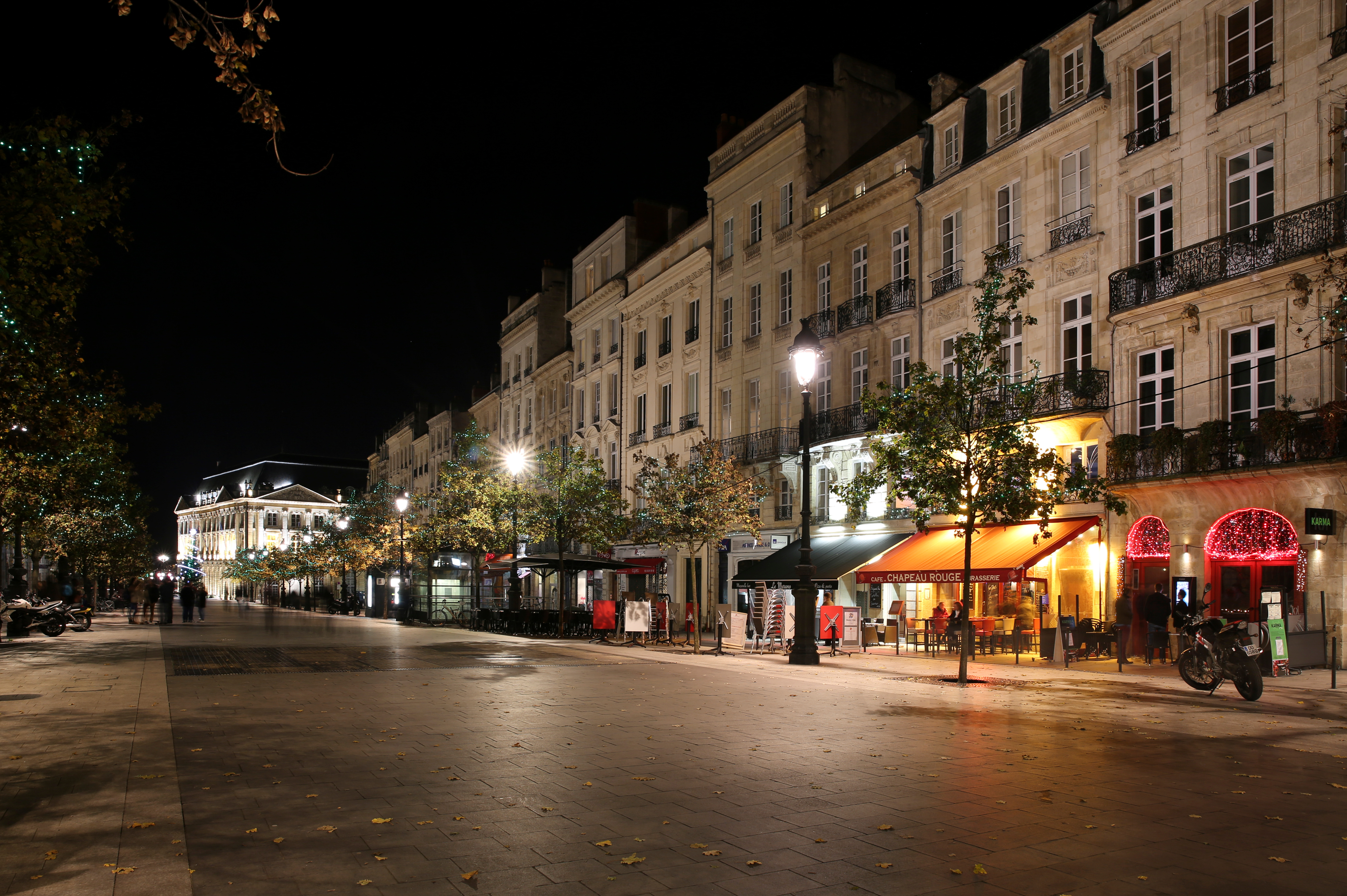
Cours mis en lumière à la tombée de la nuit.